# أحمد عبيدات
أحمد عبيدات (18 نوفيمبر 1938 رئيس وزراء أردني أسبق ، حاصل على شهادة الحقوق من جامعة بغداد، من مواليد قرية حرثا في لواء بني كنانة التابع لمحافظة إربد. 

## المناصب التي شغلها
- 1974-1982 مدير المخابرات العامة
- 1980-1984 وزير الداخلية
- 1984-1985 رئيس للوزراء ووزير الدفاع، عضو مجلس الأعيان.
- 1988 رئيس جمعية البيئة الأردنية
- 1990 سفيرا للأمم المتحدة للشؤون الإنسانية
- 1997 عضو مجلس الاعيان

استقال من مجلس الأعيان عقب توقيع اتفاقية السلام الأردنية الإسرائيلية. يرأس جمعيات وطنية وبيئية متعددة منها المركز الوطني حقوق الإنسان وجمعية البيئة الأردنية. عينه الملك حسين رئيسا لأكبر لجنة لصياغة ميثاق وطني أردني بمشاركة كافة الأحزاب والقوى الأردنية بعد انتخابات 1989.

## الأوسمة
- وسام النهضة من الدرجة الأولى [2]